# Melitturga clavicornis
Melitturga clavicornis là một loài Hymenoptera trong họ Andrenidae. Loài này được Latreille mô tả khoa học năm 1808.